# モドリチャ
モドリチャ（セルビア語: Модрича、ボスニア語: Modriča、クロアチア語: Modriča）はボスニア・ヘルツェゴビナドボイ地方の都市及びそれを中心とした基礎自治体でボスニア・ヘルツェゴビナを構成する2つの構成体のうちスルプスカ共和国（セルビア人共和国）に属する。ボスニア・ヘルツェゴビナ紛争以前と現在では行政区域の範囲が異なっている。

## 経済
最大の雇用先は1954年に造られた製油所で、現在はロシア資本となっている。その他に、100名以上を雇用する製靴工場が立地する。紛争以来、新たな企業が設立され続けている。数多くの原材料倉庫なども立地する。

## みどころ
モドリチャでは多くのイベントが開催されている。夏にはバスケットボールのトーナメントが開かれる他、モーターサイクル関連の催しも開かれている。週末にはカフェなどが賑わう他、ディスコやナイトクラブなどもある。プレミイェル・リーガのFKモドリチャはここモドリチャを本拠地とする。

## 人口動態

### 1971年
- 合計：31,622人
  - セルビア人 - 13,457人（42.55％）
  - クロアチア人 - 9,418人（29.78%）
  - ボシュニャク人 - 8,356人（26.42%）
  - ユーゴスラビア人 - 180人（0.56%）
  - その他 - 211人（0.69%）

### 1991年
- 合計：35,413人
  - セルビア人 - 12,563人
  - ボシュニャク人 - 10,442人
  - クロアチア人 - 9,660人
  - ユーゴスラビア人 - 1,813人
  - その他 - 935人